# Stumpwm
Stumpwm — фреймовый оконный менеджер для X11, написанный на Common Lisp.

## История
Желание создать новый оконный менеджер на Common Lisp появилось у автора в ходе работы над ratpoison, когда стало ясно, что использование C для разработки приводит к дублированию функциональности уже существующих Lisp-систем. 

## Особенности
Как и ratpoison, Stumpwm создан под влиянием Emacs, что предполагает всеобщую настраиваемость и расширяемость, а также определённые соглашения.

### Статическое расположение окон
Окна располагаются в неперекрывающихся фреймах (за исключением диалоговых сообщений). Можно переключаться между несколькими окнами в пределах каждого фрейма. Новые фреймы создаются путём деления уже существующих и изменения их размеров. Окна можно объединять в группы, получая таким образом аналог виртуальных рабочих столов.

### Влияние Emacs
Менеджер имеет минималистичный дизайн и не обеспечивает никаких оконных декораций. Управление осуществляется с клавиатуры или с помощью встроенной командной строки. 

### Дополнительные возможности
Stumpwm также предлагает возможность вывода строки состояния в верхней или нижней части экрана, на которой может быть отражена любая информация. В состав Stumpwm входит набор модулей, которые предоставляют базовые индикаторы для строки состояния (загрузка процессора, памяти, Wi-Fi-сети и другие).
С помощью Xinerama можно использовать менеджер с несколькими физическими экранами.
Благодаря использованию Common Lisp в качестве языка реализации, вся функциональность Stumpwm может быть изменена прямо во время работы менеджера с помощью встроенного REPL или через SLIME.